# Eduards Dašķevičs
Eduards Dašķevičs (12 juli 2002) is een Lets voetballer die sinds januari 2023 uitkomt voor Riga FC.

## Clubcarrière
Dašķevičs ruilde op zijn zestiende de jeugdopleiding van BFC Daugavpils voor die van RSC Anderlecht. Dašķevičs trainde op dat moment al twee jaar mee met Anderlecht tijdens de schoolvakanties. De Let speelde in de zomer van 2019 enkele oefenwedstrijden met het eerste elftal, zoals tegen RWDM en SL Benfica, maar slaagde er uiteindelijk niet in om door te breken.
In juli 2021 ging Dašķevičs testen bij Vendsyssel FF en HamKam. Uiteindelijk zette hij zijn carrière verder bij HamKam. Op 21 november 2021 maakte hij er zijn profdebuut: in de competitiewedstrijd tegen Asane Fotball (0-4-winst) liet trainer Kjetil Rekdal hem in de 83e minuut invallen. Op het einde van het seizoen werd hij met de club kampioen in de 1. divisjon, waardoor de club naar de Eliteserien promoveerde.
In januari 2023 haalde Riga FC de twintigjarige Dašķevičs terug naar Letland.

## Interlandcarrière
Dašķevičs debuteerde in 2018 als Lets jeugdinternational.